# Tramway de Krasnodar
 (décembre 2024).

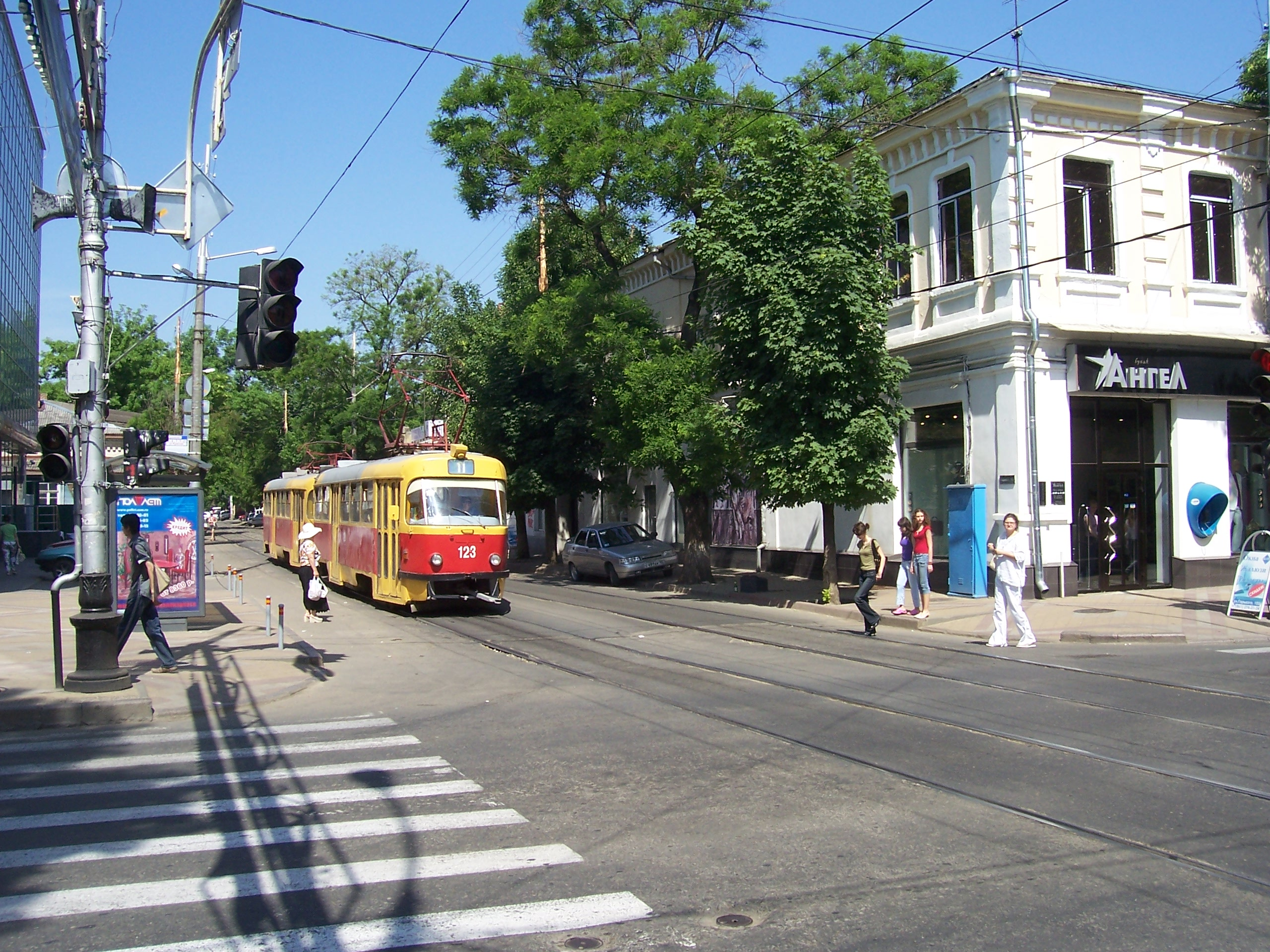
Rame du tramway de Krasnodar

Le tramway de Krasnodar est le réseau de tramways de la ville de Krasnodar, capitale administrative du kraï de Krasnodar, en Russie. Le réseau est composé de quinze lignes. La première ligne du réseau a été officiellement mise en service le 23 décembre 1900.